# Delia Owens
Delia Owens (född ca 1949) är en amerikansk författare och zoolog. Hennes debutroman Där kräftorna sjunger (Where the Crawdads Sing) utgavs 2018. Den hade fram till sommaren 2022 legat på The New York Times bästsäljarlista för fiktion i 168 veckor.

## Biografi
Owens föddes i Georgia och studerade biologi vid University of Georgia. 1974 flyttade hon till Afrika tillsammans med sin dåvarande make Mark och bosatte sig i Kalahariöknen i Botswana för att observera vilda djur. Efter att de två försökt förmå Botswanas regering att ta ner stängsel som hindrade de vilda djurens liv blev de bannlysta från landet. Sedermera flyttade de till Zambia, där de bland annat bodde i nationalparken North Luangwa.